# SM U-35
SM U-35 – niemiecki okręt podwodny typu U-31 - uznawanego przez niektóre źródła za jeden z pięciu kamieni milowych rozwoju tej klasy okrętów, najskuteczniejszy U-Boot pierwszej wojny światowej i najskuteczniejsza jednostka podwodna wszech czasów, który zatopił ogółem 224 jednostki o łącznej pojemności 535 900 BRT. Ostatnim dowódcą okrętu był kapitan Heino von Heimburg.
U-35 umownie zaliczany jest do przedwojennego jeszcze typu U-31 o długości 64,4 metra i szerokości 6,32 metra z zanurzeniem 3,56 metra. Wyposażony był w dwa sześciocylindrowe silniki dwusuwowe Diesla o mocy 1850 KM, w zanurzeniu zaś korzystał z dwóch silników elektrycznych o mocy 880 kW, które na powierzchni pracowały jako generatory elektryczne. Uzbrojenie torpedowe okrętu tworzyły dwie wyrzutnie torpedowe kalibru 50 cm na dziobie oraz 2 wyrzutnie o takim samym kalibrze na rufie jednostki, służące do wystrzeliwania 6 przenoszonych przez okręt torped. Uzbrojenie torpedowe uzupełniane było przez 1 działo 7,5 cm, które w roku 1915 zostało zmienione przez działo o kalibrze 8,8 cm, rok później zaś na działo 10,5 cm. Załoga okrętu rozwijającego na powierzchni prędkość 16,7 węzła w zanurzeniu zaś 9,8 węzła, składała się z 35 osób, w tym 4 oficerów. Zanurzenie testowe okrętu określone zostało na 50 metrów.

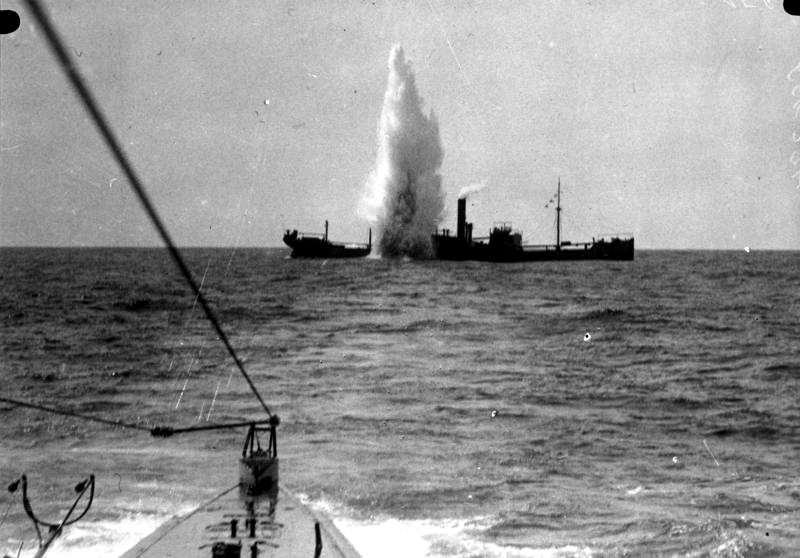
Zatopienie statku „Maplewood” 7 kwietnia 1917

4 października 1916 roku storpedował i zatopił statek pasażerski „Gallia”, transportujący wojsko (1200 ludzi zostało uratowanych przez krążownik „Châteaurenault”).